# Piazza del Duomo (Lecce)
Piazza Duomo è una delle piazze principali di Lecce. Qui si trova la Cattedrale metropolitana di Santa Maria Assunta (il Duomo), il Campanile, l'Episcopio, e il Palazzo del Seminario.
È il barocco a dominare nella centrale Piazza Duomo. Questo grande cortile, poi modificato, risale al tempo del vescovo Gerolamo Guidano. Ad esso si accede attraverso i propilei, realizzati verso la fine del XVIII secolo da Emanuele Manieri, essendo stati abbattuti gli originali muri d'ingresso.
Piazza Duomo è uno dei rari esempi di "piazza chiusa", cioè completamente chiusa da tre lati e dispone soltanto di un accesso laddove Via Giuseppe Libertini incontra Via Vittorio Emanuele II. Un tempo, la sera le porte, delle quali ancora oggi sono visibili gli imponenti mozzi, venivano serrate. Che si tratti di un chiaro esempio di barocco è evidente anche dalla soluzione a dir poco teatrale della "falsa facciata". È sufficiente varcare la soglia del portale per ritrovarsi nella navata laterale della Chiesa. La cattedrale non accoglie, dunque, il visitatore di fronte, ma si trova collocata, rispetto all'ingresso della Piazza, in modo parallelo. La soluzione scenografica venne adottata per evitare che il visitatore si trovasse di fronte ad un muro piatto e senza decori.

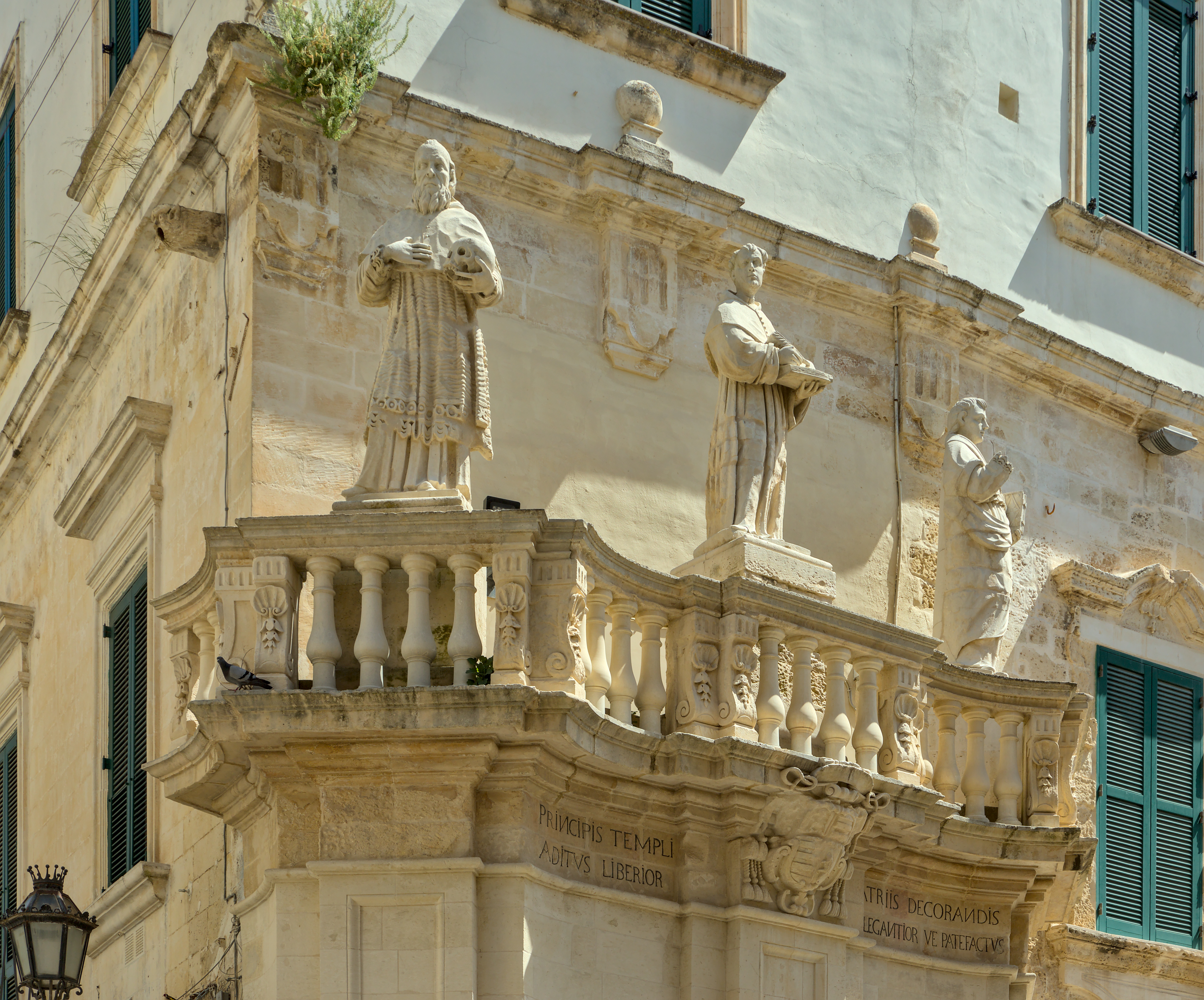
Balconi sul Duomo

L'architetto leccese, che si adoperò per armonizzare l'arredo urbano, realizzò, ai lati dei propilei, i palazzi gemelli che, entrambi al piano terreno, palesano arcature a bugne lisce, oggi in parte chiuse o trasformate in porte e finestre. A sinistra della piazza si erge imponente il campanile, opera di Giuseppe Zimbalo, mentre al centro la cattedrale e, in posizione più arretrata, l'episcopio. Sulla destra, infine, si trova il seminario.
Curiosità: Piazza Duomo è proprietà della Curia e non è suolo Comunale.